# الخطوه الحمراء (الجميمة)

تعديل مصدري - تعديل

الخطوه الحمراء هي إحدى قرى عزلة مساهر مور بمديرية الجميمة التابعة لمحافظة حجة، بلغ تعداد سكانها 342 نسمة حسب تعداد اليمن لعام 2004.